# InMoov

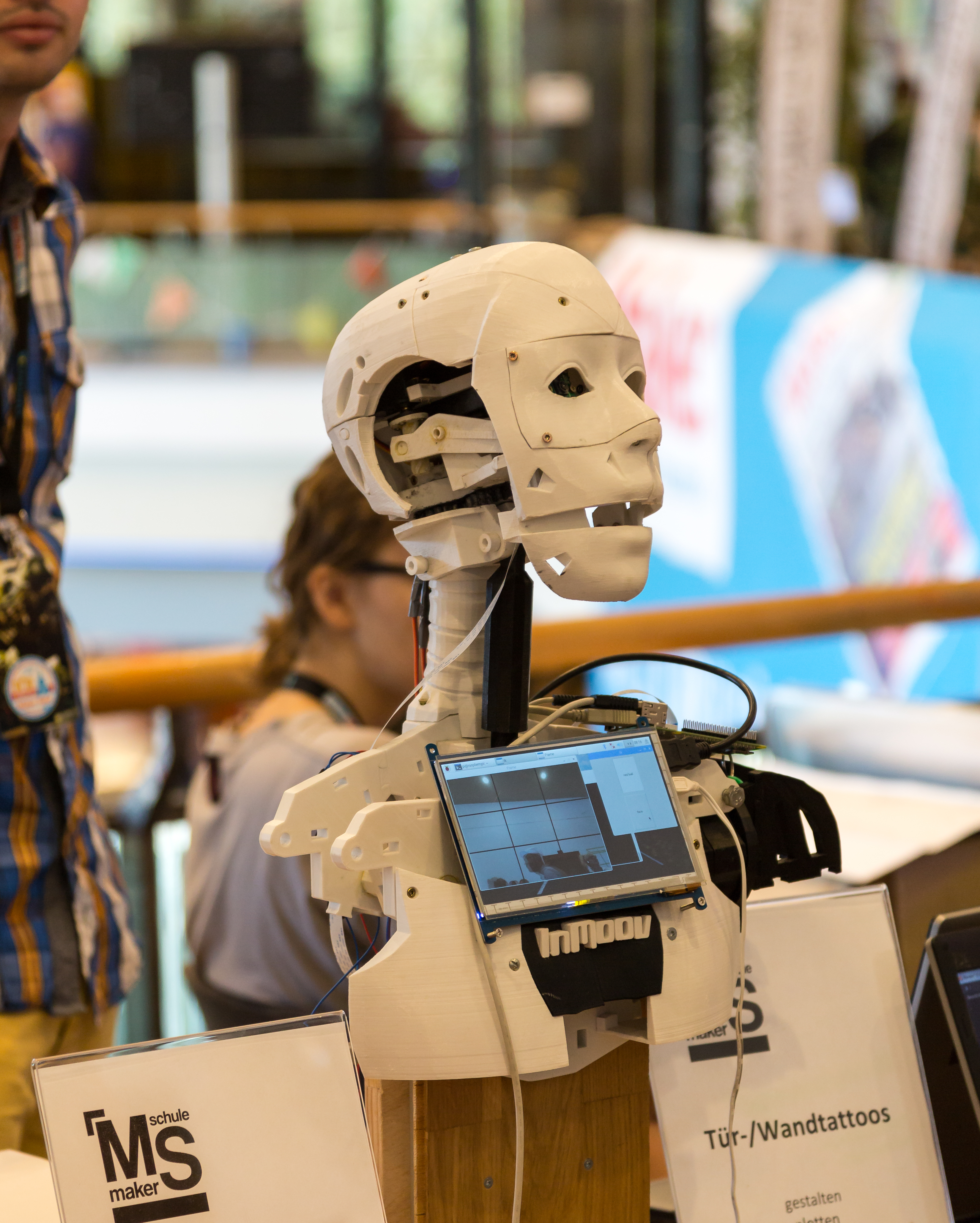

InMoov è un robot sviluppato per fini artistici dallo scultore francese Gael Langevin a partire dal 2012. La sua particolarità è che tutti i suoi progetti sono pubblicati sotto licenza Creative Commons e di essere riproducibile con una semplice stampante 3D; con questo nome ne sono stati sviluppati diversi modelli, rientrando di fatto nell'ambito della filosofia Open Source.
InMoov è in grado di percepire suoni e rumori, vedere e muoversi anche se non in modo autonomo. Il robot è in grado di individuare l'ambiente circostante tramite microcamere e in alcuni progetti di riconoscere i comandi vocali impartitigli dal proprietario.
Grazie all'uso di tecnologie aperte e componenti Open source, come la suite Arduino, molti sviluppatori hanno modificato InMoov, con lo scopo di estendere le sue funzioni per essere utilizzato come base per molti tipi di sviluppo; i più significativi sono i programmi di intelligenza artificiale, dato che integra in un'unica piattaforma delle microcamere, dei sensori e un sistema di movimento funzionante, oltre alla possibilità di connettersi ad un qualsiasi computer.
Il prototipo originale ha partecipato al Maker Faire Rome 2013, dove ha suscitato grande interesse per le sue potenzialità come modello di sviluppo per le protesi robotiche DIY in quanto, avendo parti interamente realizzabili con una comune stampante 3D, possono essere facilmente adattate ad arti in sviluppo come quelli dei bambini.